# جان وایلی و پسران
انتشارات جان وایلی و پسران، (به انگلیسی: John Wiley & Sons, Inc.‎) که با نام وایلی (به انگلیسی: Wiley) نیز شناخته می‌شود، یک شرکت انتشاراتی در رابطه با انواع کتب به خصوص کتابهای تخصصی دانشگاه‌ها است.
انتشارات وایلی در واقع تشکیل شده از مجموعه‌ای از چندین نشانه تجاری کوچکتر است که هر کدام در زمینه خاصی فعالیت می‌کنند و تیمها و اعضای نسبتاً مستقلی نیز دارند. این انتشارات همچنین دارای ژورنالهای بسیار معتبری در زمینه فناوری، مهندسی و علوم است.
این انتشارات در شهرهای نیویورک، واینهایم، بریزبن، سنگاپور و تورنتو نمایندگی دارد.

## تاریخچه
وایلی در سال ۱۸۰۷ زمانی تأسیس شد که چارلز وایلی یک مغازه چاپ در منهتن افتتاح کرد. این شرکت ناشر شخصیت‌های ادبیات قرن نوزدهم آمریکایی مانند جیمز فنیمور کوپر، واشینگتن ایروینگ، هرمان ملویل و ادگار آلن پو و همچنین عناوین حقوقی، مذهبی و سایر عناوین غیر داستانی بود. این شرکت نام فعلی خود را در سال ۱۸۶۵ گرفت. وایلی بعداً توجه خود را به حوزه‌های علمی، فنی و مهندسی تغییر داد و علاقه ادبی خود را کنار گذاشت.
جان پسر چارلز وایلی (متولد فلاتبوش، نیویورک، ۴ اکتبر ۱۸۰۸؛ درگذشت در شرق اورنج، نیوجرسی، ۲۱ فوریه ۱۸۹۱) این حرفه را هنگامی که پدرش در ۱۸۲۶ درگذشت، به عهده گرفت. این شرکت به‌طور پی در پی Wiley, Lane & Co. نامگذاری شد. سپس وایلی و پاتنام، و سپس جان وایلی. این شرکت نام فعلی خود را در سال ۱۸۷۶ به دست آورد، هنگامی که پسر دوم جان ویلیام اچ وایلی به برادرش چارلز در این تجارت پیوست.
در قرن بیستم، این شرکت فعالیت‌های انتشاراتی، علوم و آموزش عالی خود را گسترش داد.
در سال ۱۹۸۹، وایلی ناشر علوم زندگی Liss را به دست آورد.
در سال ۱۹۹۶، وایلی ناشر فنی آلمانی VCH را خریداری کرد.
در سال ۱۹۹۷، وایلی ناشر حرفه ای Van Nostrand Reinhold را از Thomson Learning خریداری کرد.
در سال ۱۹۹۹، وایلی ناشر حرفه ای Jossey-Bass را از پیرسون خریداری کرد.
وایلی در سال ۲۰۰۷ دوصدمین سالگرد خود را جشن گرفت. همزمان با سالگرد، این شرکت دانش برای نسل: وایلی و صنعت انتشارات جهانی، ۱۸۰۷–۲۰۰۷ را منتشر کرد که نقش وایلی را در تکامل انتشارات در پس زمینه اجتماعی، فرهنگی و اقتصادی به تصویر می‌کشد. وایلی همچنین یک انجمن آنلاین به نام Wiley Living History ایجاد کرده‌است، و گزیده‌هایی از دانش برای نسل‌ها و تالار گفتمان بازدیدکنندگان و کارمندان وایلی را برای ارسال نظرات و حکایات خود ارائه می‌دهد.

### بازارهای با رشد بالا و نوظهور
در دسامبر ۲۰۱۰، وایلی دفتر خود را در دبی افتتاح کرد. وایلی در سال ۲۰۰۶ فعالیت‌های انتشاراتی خود را در هند برقرار کرد (اگرچه از سال ۱۹۶۶ برای فروش در آنجا حضور داشته‌است) و از طریق قراردادهای فروش با مؤسسات دانشگاهی در تونس، لیبی و مصر در آفریقای شمالی حضور خود را تثبیت کرده‌است. در ۱۶ آوریل ۲۰۱۲، شرکت تأسیس Wiley Brasil Editora LTDA را در سائو پائولو، برزیل، از تاریخ ۱ مه ۲۰۱۲، اعلام کرد.

### تملک و واگذاری استراتژیک
تجارت علمی، فنی و پزشکی وایلی با خریداری انتشارات بلک ول در فوریه ۲۰۰۷ به مبلغ ۱٫۱۲ میلیارد دلار، بزرگترین خرید آن تا آن زمان گسترش یافت. این تجارت ترکیبی، علمی، فنی، پزشکی و علمی (به نام وایلی-بلکول) نیز شناخته می‌شود، به صورت چاپی و آنلاین، ۱۴۰۰ مجله علمی پژوهشی و مجموعه گسترده‌ای از کتاب‌ها، آثار مرجع، پایگاه داده‌ها و کتابچه‌های راهنمای آزمایشگاه را منتشر می‌کند. در علوم زندگی و فیزیک، پزشکی و بهداشت وابسته، مهندسی، علوم انسانی و علوم اجتماعی. با ابتکار عمل تکمیل پرونده در سال ۲۰۰۷، ۸٫۲ میلیون صفحه از محتوای مجله به صورت آنلاین در دسترس قرار گرفته‌است که مجموعه ای مربوط به سال ۱۷۹۹ است. وایلی-بلکول همچنین به نمایندگی از حدود ۷۰۰ انجمن تخصصی و علمی منتشر می‌کند. از جمله انجمن سرطان آمریکا (ACS)، که مجله برجسته ACS را برای آن منتشر می‌کند. جامعه افتخار بین‌المللی پرستاری سیگما تتا تاو؛ و انجمن مردم‌شناسی آمریکا. سایر مجلات منتشر شده عبارتند از: Angewandte Chemie , Advanced Materials , Hepatology , International Finance و پیوند کبد.
در ۱۷ فوریه ۲۰۱۲، ویلی اعلام کرد شرکت Inscape Holdings Inc، که ارزیابی‌های DISC و آموزش مهارت‌های تجاری بین فردی را ارائه می‌دهد، تصاحب کرده‌است.

## محصولات

### نام‌های تجاری
مارک‌های توسعه حرفه ای وایلی شامل For Dummies, Jossey-Bass, Pfeiffer, Wrox Press, J.K. Lasser , Sybex , Fisher Investments Press و Bloomberg Press است. تجارت STMS همچنین با نام Wiley-Blackwell شناخته می‌شود، که پس از تملک انتشارات Blackwell در فوریه ۲۰۰۷ شکل گرفت. مارک‌های تجاری شامل کتابخانه Cochrane و بیش از ۱۵۰۰ مجله است.
با ادغام فن آوری دیجیتال و رسانه چاپ سنتی، وایلی اظهار داشت که در آینده نزدیک مشتریانش می‌توانند بدون توجه به رسانه اصلی، در تمام محتوای آن جستجو کنند و محصول سفارشی را در قالب دلخواه مونتاژ کنند. منابع وب همچنین انواع جدید تعاملات ناشر و مشتری را در مشاغل مختلف این شرکت امکان‌پذیر می‌کند.

### محصولات با دسترسی آزاد
در سال ۲۰۱۶، وایلی همکاری با ناشر دسترسی آزاد هنداوی را برای کمک به تبدیل ۹ مجله وایلی به دسترسی کاملاً باز آغاز کرد. در سال ۲۰۱۸ اعلامیه دیگری اعلام شد که نشان می‌دهد همکاری وایلی-هنداوی چهار مجله دسترسی جدید کاملاً رایگان را راه اندازی می‌کند.

## ژورنال‌ها
- هیومن برین مپینگ

## سری کتاب‌ها
- فور دامیز